# The Exorcism
Pour les articles homonymes, voir Exorcisme (homonymie).
Pour plus de détails, voir Fiche technique et Distribution.
The Exorcism est un thriller d'horreur américain co-écrit et réalisé par Joshua John Miller, sorti en 2024.

## Synopsis
Anthony Miller est un acteur en proie à l'alcoolisme. Alors qu'il est en plein sevrage, il part tourner un film d'horreur. Il va alors tomber dans une psychose. Inquiète, sa fille Lee se demande s’il est retombé dans son addiction ou s'il est possédé.

## Fiche technique
Sauf indication contraire, les informations mentionnées dans cette section peuvent être confirmées par la base de données cinématographiques IMDb,  présente dans la section « Liens externes ».
- Titre original : The Exorcism
- Titre de travail : The Georgetown Project
- Réalisation : Joshua John Miller
- Scénario : M. A. Fortin et Joshua John Miller
- Décors : Michael Perry
- Directeur artistique : Jason Bistarkey
- Costumes : Jodi Leesley
- Photographie : Daniel Landin
- Montage : Matthew Woolley
- Musique : Danny Bensi et Saunder Jurriaans
- Producteurs : Bill Block, Ben Fast et Kevin Williamson
  - Producteur délégué : Andrew Golov
- Sociétés de production : Miramax et Outerbanks Entertainment
- Sociétés de distribution : Vertical (États-Unis)
- Pays de production :  États-Unis
- Langue originale : anglais
- Format : couleur - 2.35:1
- Genre : thriller, horreur
- Date de sortie : 
  - États-Unis : 21 juin 2024
  - France : 4 août 2025 en VOD

## Distribution
- Russell Crowe : Anthony Miller
- Ryan Simpkins : Lee Miller
- Chloe Bailey : Blake Holloway
- Sam Worthington : Joe
- David Hyde Pierce : le Père Conor
- Marcenae Lynette : Monica
- Tracey Bonner : Regina
- Samantha Mathis : Jennifer Simon
- Adam Goldberg : Peter
- Jimmi Simpson :
- Adrian Pasdar : Tom
- Chandler Lane

## Production
En octobre 2019, il est annoncé que Russell Crowe a rejoint un film intitulé The Georgetown Project, avec Joshua John Miller et M. A. Fortin à la réalisation et au scénario. Miramax est annoncé à la production. En novembre 2019, Ryan Simpkins, Chloe Bailey, Sam Worthington, David Hyde Pierce, Tracey Bonner, Samantha Mathis, Adrian Pasdar ou encore Adam Goldberg rejoignent ensuite la distribution,.
Le tournage débute à Wilmington en Caroline du Nord en novembre 2019. Les prises de vues s'achèvent en décembre.

## Sortie
En avril 2024, peu de temps avant sa sortie américaine, le film est rebaptisé The Exorcism. Il est alors précisé que le film sera distribué en salles sur le sol américain par Vertical Entertainment le 7 juin 2024. Il sera également diffusé sur la plateforme Shudder.